# Parastichtis laevis
Parastichtis laevis là một loài bướm đêm trong họ Noctuidae.